# Saint-Michel-l’Observatoire
Saint-Michel-l’Observatoire település Franciaországban, Alpes-de-Haute-Provence megyében. Lakosainak száma 1278 fő (2022. január 1.). Saint-Michel-l’Observatoire Aubenas-les-Alpes, Dauphin, Mane, Reillanne, Revest-des-Brousses, Saint-Martin-les-Eaux és Villemus községekkel határos.

## Népesség
A település népessége az elmúlt években az alábbi módon változott:
| Lakosok száma | 443  | 713  | 844  | 1065 | 1214 | 1240 | 1238 | 1235 | 1230 | 1278 |
|               | 1968 | 1982 | 1990 | 2006 | 2013 | 2015 | 2017 | 2019 | 2020 | 2022 |